# Giacomo Lanfredini

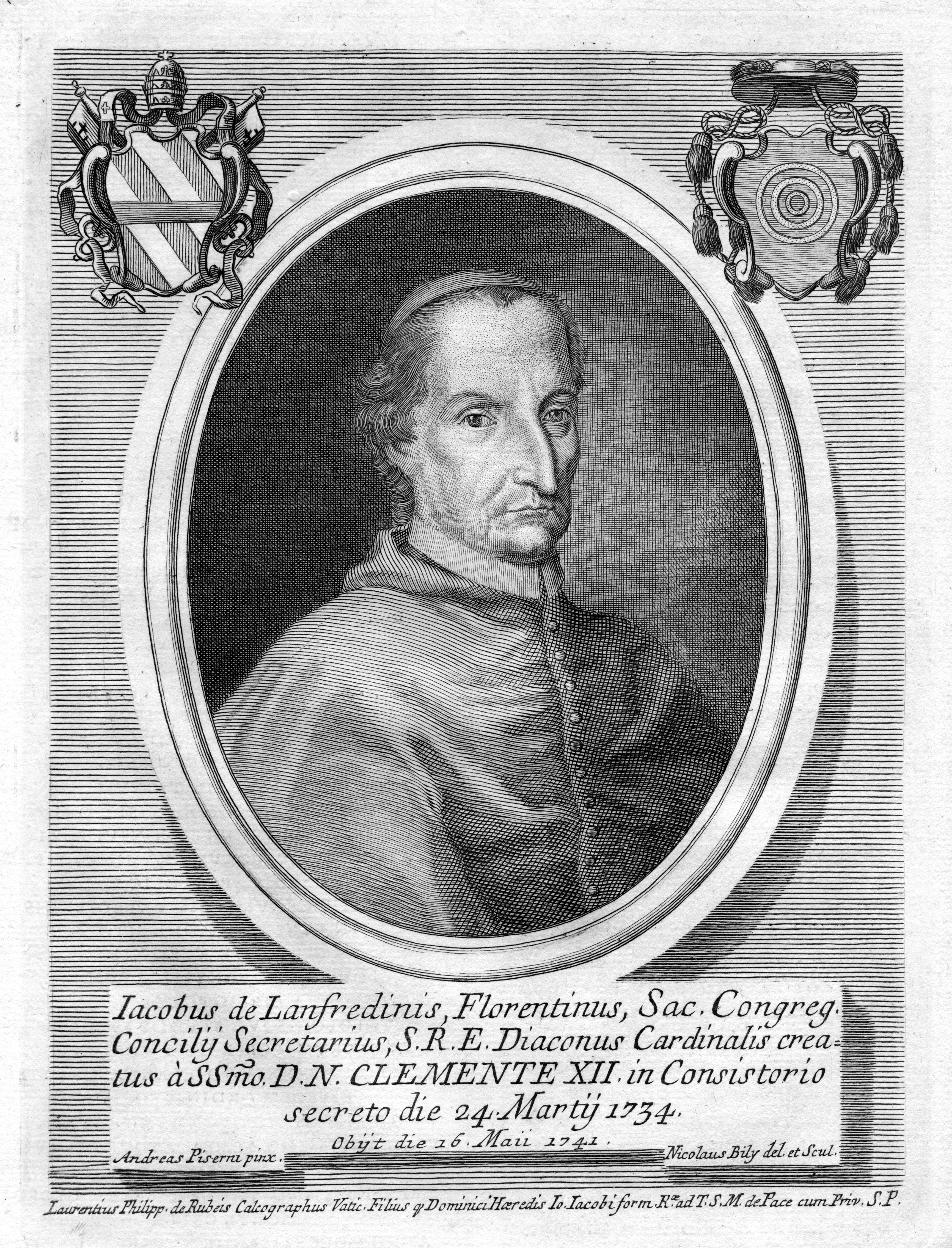
Giacomo Kardinal Lanfredini (Porträt-Stich von Nicolaus Bily nach Andrea Piserni)

Giacomo Lanfredini (* 26. Oktober 1680 in Florenz; † 16. Mai 1741 in Rom) war Kardinal der römisch-katholischen Kirche.

## Leben
Lanfredini, Sohn einer Adelsfamilie, studierte ab 1699 Rechtswissenschaften in Pisa und wurde von Großherzog Cosimo III. de’ Medici zum Kanonikus des Domkapitels von Florenz ernannt. Nach seinem Studium arbeitete er in Rom als Jurist und war Auditor für mehrere Kardinäle. Unter Kardinaldekan Niccolò Acciaiuoli wurde Lanfredini Generalvikar in dessen suburbikarischem Bistum Ostia e Velletri. Papst Benedikt XIII. weihte ihn am 16. März 1727 persönlich zum Priester.
Unter dessen Nachfolger Clemens XII. wurde Lanfredini, zuvor bereits Auditor des Camerlengos Annibale Albani, im Juli 1730 Sekretär der Heiligen Konzilskongregation. Im Mai 1731 wurde er Richter an der Apostolischen Signatur. Im Konsistorium am 24. März 1734 nahm ihn Clemens XII. als Kardinaldiakon von Santa Maria in Campitelli ins Kardinalskollegium auf. Im September desselben Jahres wurde Kardinal Lanfredini zum Bischof von Osimo e Cingoli ernannt, die Bischofsweihe spendete ihm Kardinalvikar Giovanni Antonio Guadagni. Am 15. Mai 1739 ernannte ihn Clemens XII. schließlich zum Präfekten der Kongregation für die kirchliche Immunität, in dieser Funktion überwachte er die Bewahrung kirchlicher Privilegien und Zuständigkeiten gegenüber weltlichen Gerichten. Er war Teilnehmer am Konklave des Jahres 1740, das Benedikt XIV. wählte.
Am 15. September 1740 legte Giacomo Lanfredini die Leitung des Bistums Osimo e Cingoli nieder. Er starb im Mai des Folgejahres und wurde in der Kirche Santissima Trinità in Monte Citorio beigesetzt.